# Stazione di Lugo (Italia)
La stazione di Lugo è una stazione ferroviaria posta all'incrocio delle linee Castelbolognese-Ravenna e Faenza-Lavezzola. Serve la città di Lugo, in provincia di Ravenna.

## Strutture e impianti
La gestione degli impianti è affidata a Rete Ferroviaria Italiana.
Il fabbricato viaggiatori è una struttura a pianta rettangolare a tre corpi. Quello centrale è a due livelli fuori terra di cui il primo è riservato alle strutture dedicate ai viaggiatori, comprensive dei servizi. I due corpi laterali sono a un solo piano. L'impianto è dotato di altri piccoli fabbricati ad un solo piano che ospitano i servizi igienici e i locali tecnici di RFI.
Lo scalo merci è ancora attivo. Il piazzale si compone di cinque binari dedicati al servizio passeggeri più uno usato come ricovero dei rotabili. I binari passeggeri sono tutti dotati di banchina, collegati da sottopassaggio, e coperti da una pensilina in cemento.

## Movimento
La stazione è servita da treni regionali svolti da Trenitalia Tper nell'ambito del contratto di servizio stipulato con la Regione Emilia-Romagna.
Al 2007, l'impianto risultava frequentato da un traffico giornaliero di circa 1000 persone.
A novembre 2019, la stazione risultava frequentata da un traffico giornaliero medio di circa 2 361 persone (1 155 saliti + 1 206 discesi).

## Servizi
La stazione, che RFI classifica nella categoria "Silver", è dotata di:
- Biglietteria automatica
- Sala d'attesa
- Servizi igienici
- Bar

## Interscambi
- Fermata autobus interurbani
- Stazione taxi

Nel 1885 presso la stazione di Lugo fu attivato un analogo impianto, dotato di apposito raccordo con lo scalo ferroviario, capolinea meridionale della tranvia Lugo-Fusignano-Alfonsine; tale linea, esercita con trazione a vapore, rimase in esercizio per soli 22 mesi.